# 武装警察第81師団
武装警察第81師団（武警第81师）は、中国人民武装警察部隊の師団の1つ。

## 歴史
武警第81師の前身は、膠東軍区警備3旅である。
- 1947年1月 - 華東野戦軍第9縦隊第27師に改編
- 1949年2月 - 第27軍第81師に改称。師長孫瑞夫、政治委員羅維道
- 1950年10月 - 中国人民志願軍として朝鮮戦争に参加。新興里南方地区において、アメリカ第7師団の第31連隊、第32連隊の1個大隊、1個砲兵大隊を撃滅した。
- 1952年10月 - 帰国
- 1996年10月 - 武警第81師に改編

## 編制
- 第241連隊（8631部隊）
- 第242連隊（8632部隊）
- 第243連隊（8633部隊） - 天津青県
- 第702連隊（8634部隊） - 天津楊青